# Joseph Stadler (Musiker)
Joseph Stadler (* 13. Oktober 1796 in Wien; † 16. November 1859) war ein österreichischer Musiker und Komponist.

## Leben
Joseph Stadlers Großvater war Joseph Stadler (1724–1755), der Regens Chori an der Kirche am Hof in Wien und Bassist in der Hofmusikkapelle war. Sein Vater war Felix Stadler der Ältere (1754–1824). Sein Bruder, der ebenfalls Musiker und Mitglied der Domkapelle St. Stephan war, war Felix Stadler der Jüngere (1804–1836).
Stadler lernte bei seinem Vater und war Sängerknabe. Im Jahr 1810 oder 1812 wurde er bereits als 1. Violinist am Leopoldstädter Theater engagiert. Dort wurde er 1818/1819 Orchesterdirektor. Im Jahr 1827/1827 wurden am Theater drei Pantomimen mit seiner Musik und der Choreografie von Paul Rainold uraufgeführt. Er schuf auch ein Violinenkonzert, Kammermusik, Tänze und Lieder. Im Jahr 1818 wurde er auch Mitglied der Domkapelle zu St. Stephan. 
Als Musiklehrer unterrichtete er zahlreiche Instrumente wie Viola, Violoncello, Gitarre, Orgel.